# Organismo di vigilanza
Un organismo di vigilanza, nella legge italiana, indica un organo che vigili sulla responsabilità degli enti, per reati commessi nell'interesse o vantaggio a favore di questi ultimi.
Previsto dall'art. 6, comma 1, lett. b) del d.lgs. 8 giugno 2001, n. 231, il contenuto deriva da disposizioni dell'Unione europea e si rifà ai Compliance programme di stampo anglosassone.

## Funzioni
La norma prevede una serie di reati presupposto, che possono essere commessi nell'interesse dell'Ente. Fra questi, nel 2019, sono stati introdotti anche i reati fiscali .
Se l'ente non vuole essere colpito da queste sanzioni deve dotarsi di un MOG ossia di un modello di organizzazione e controllo per la prevenzione dei reati previsti dal decreto, di un codice disciplinare e di un soggetto indipendente di controllo e verifica (l'organismo di vigilanza).
Tale ultimo soggetto (monocratico o collettivo) deve vigilare sul funzionamento e sull'osservanza del modello (incluso l'aggiornamento) e deve disporre di poteri di iniziativa e controllo (autonomia).
Anche in tempi successivi alla contestazione di un reato il MOG può esser implementato e permette all'ente (ove il giudice verifichi che questo è idoneo e correttamente attuato) di ridurre le sanzioni previste in proporzione.